# Rob Anders
Robert (Rob) Anders, B.A. (né le 1er avril 1972) est un homme politique canadien ; il est actuellement député à la Chambre des communes du Canada, représentant la circonscription albertaine de Calgary-Ouest depuis 1997, d'abord sous la bannière du Parti réformiste (jusqu'en 2000), puis de l'Alliance canadienne (2000 à 2003) et du Parti conservateur du Canada de 2003 à 2015.

## Biographie
Il est le seul député à voter contre la motion accordant la citoyenneté canadienne honoraire à Nelson Mandela en 2001, empêchant la motion d'être adoptée à l'unanimité. Il qualifia Mandela de « communiste » et de « terroriste ».
En 2012, Anders s'oppose au projet de loi C-279 qui vise à reconnaître l’identité et l’expression de genre en modifiant la Loi canadienne sur les droits de la personne et le Code criminel. Anders affirme que ce projet de loi pourrait nuire à la sécurité physique des enfants en laissant des transgenre mâles entrer dans des toilettes publiques pour femme. Il a d'ailleurs lancé une pétition contre le projet de loi C-279 sur son site internet.
Il ne s'est pas représenté lors des élections générales de 2015.